# Crambus
Crambus là một chi gồm khoảng 400 loài bướm đêm trong họ Crambidae.

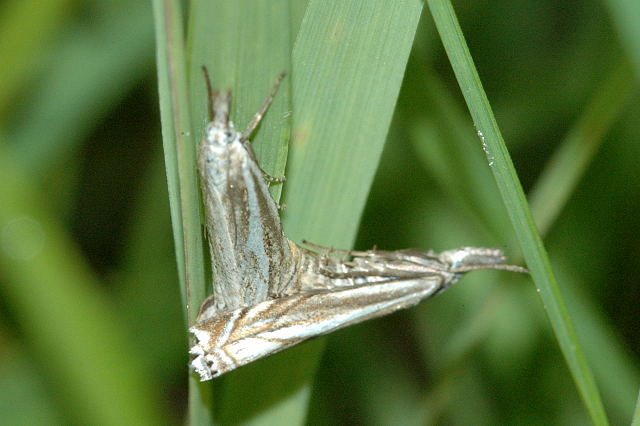
Crambus patella

## Một số loài điển hình
- Crambus agitatellus Clemens, 1860

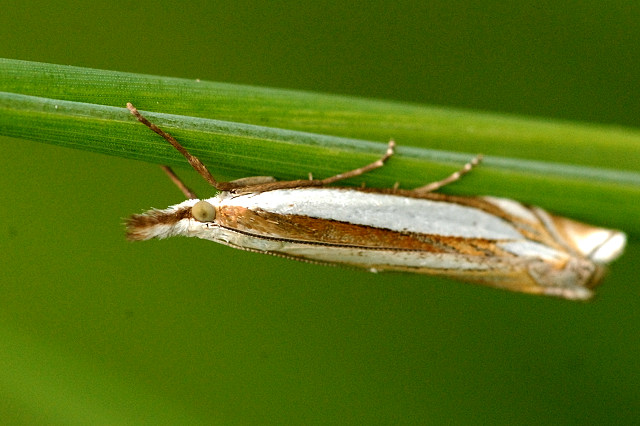
Crambus pascuella

- Crambus alienellus (Germar & Kaulfuss, 1817)
- Crambus ericella (Hübner, 1813)
- Crambus lathoniellus (Zincken, 1817)
- Crambus pascuella (Linnaeus, 1758)
- Crambus perlella (Scopoli, 1763)
- Crambus pratella (Linnaeus, 1758)
- Crambus silvella (Hübner, 1813)